# Пишма (річка)
Пишма́ (раніше також — Піжма, Пижма, рос. Пышма) - річка в Росії, тече на Уралі та у Західному Сибіру, права притока річки Тури.

## Гідрографія
Витік — озеро Ключі, на півдні міста Верхня Пишма, на східному схилі Уральських гір (Середній Урал), протікає по Свердловській та Тюменській областям. Висота витоку — 252 м над рівнем моря. Висота гирла — 46 м над рівнем моря.
Довжина річки: 603 км, площа басейну: 19,7 тис. км², середня витрата води: 39 м/с.
Повінь триває з квітня по травень. Замерзає в листопаді, розкривається в квітні.
На річці є 3 водосховища (в тому числі Білоярське водосховище, на березі якого розташована Білоярська АЕС).